# توري ويلز
توري ويلز (بالإنجليزية: Tori Welles)‏ من مواليد 17 يونيو 1967 هي ممثلة إباحية أمريكية سابقة. ولدت وترعرعت في جنوب كاليفورنيا. من أصل إسباني وفرنسي ونرويجي وإنجليزي.

## روابط خارجية
- توري ويلز على موقع IMDb (الإنجليزية)
- توري ويلز على موقع ألو سيني (الفرنسية)
- توري ويلز على موقع إن إن دي بي (الإنجليزية)
- توري ويلز على موقع قاعدة بيانات الفيلم (الإنجليزية)
- توري ويلز على موقع كينوبويسك (الروسية)